# Gràcia (Sabadell)

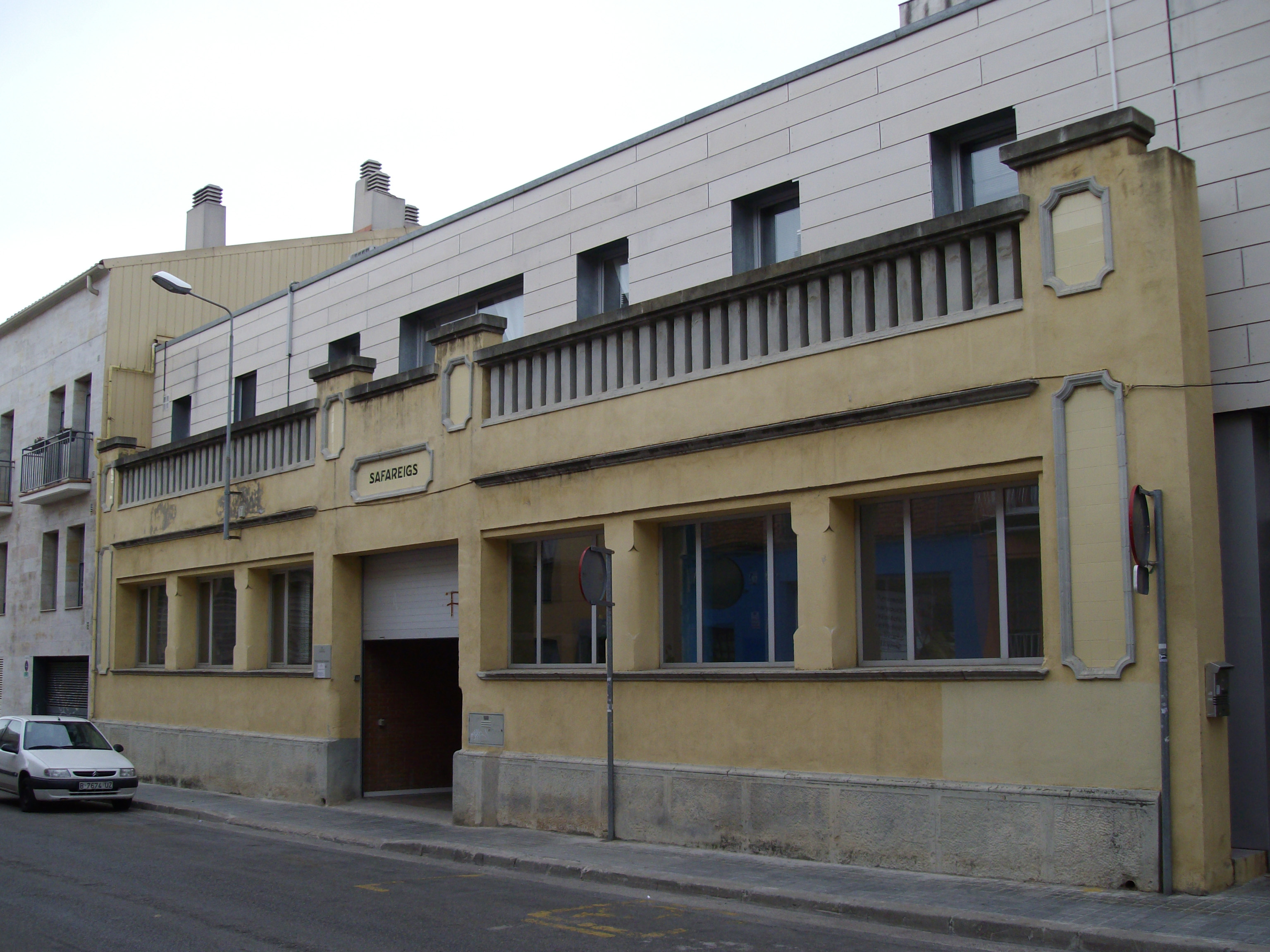
Safareigs de Gràcia

Gràcia és un barri de Sabadell (Vallès Occidental) que administrativament forma part del Districte 5, el qual té tres sectors: Gràcia, Can Feu (barris de Can Feu, els Merinals i Can Gambús) i Oest.
El barri de Gràcia té forma més o menys triangular. La punta nord coincideix amb la carretera de Terrassa i la ronda de Ponent; l'est, amb la carretera de Barcelona i l'oest, amb la rambla d'Ibèria, la plaça del Mil·lenari i el carrer de Boccaccio, i al sud, el carrer de Ramon Llull.

## Història

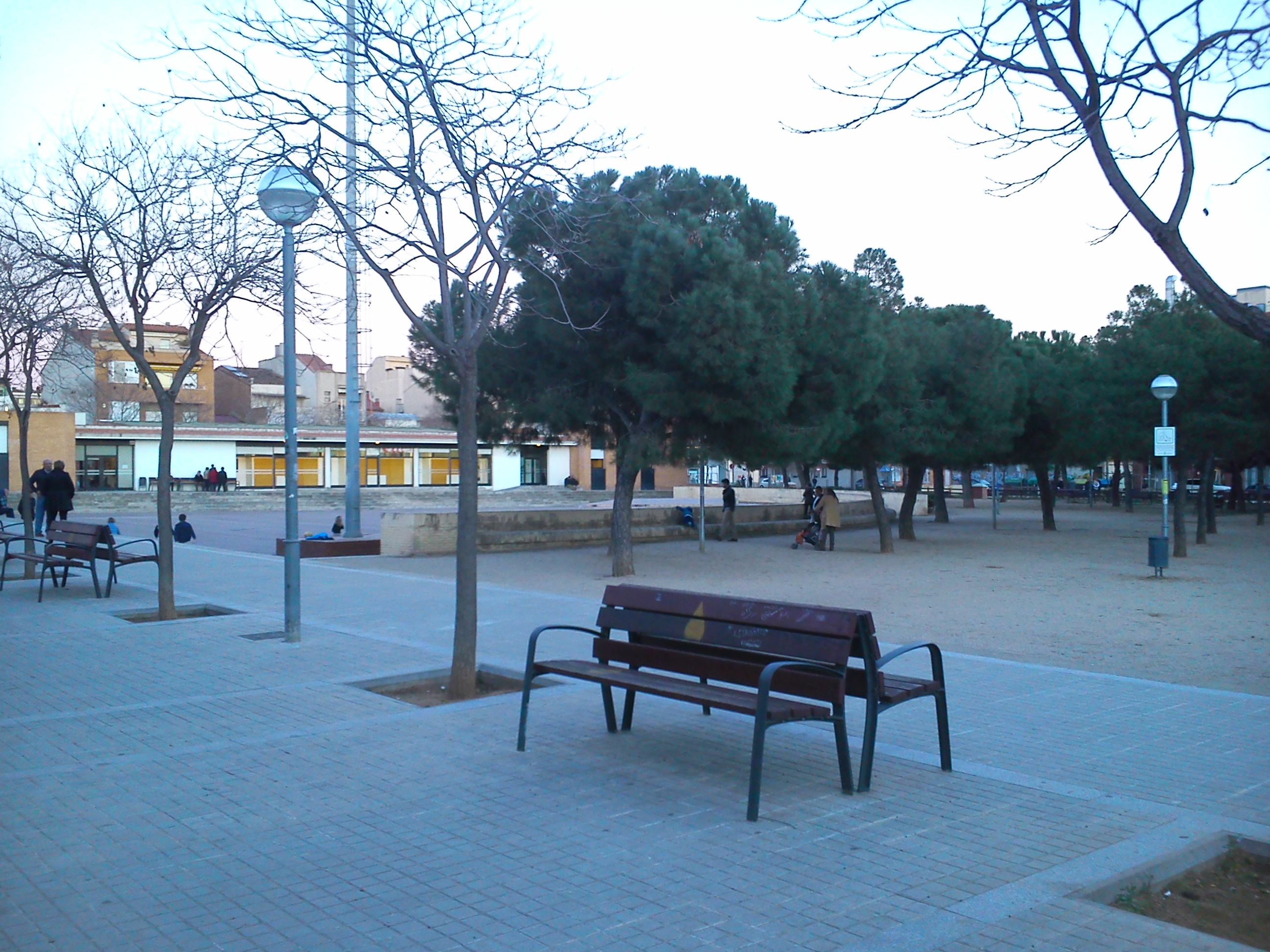
Plaça del Treball

Abans de la seva urbanització aquest espai és un gran pla agrícola de secà: cereals (blat, ordi, civada), ametllers i oliveres, amb camins i caminets. El 1852 es construeix la carretera de Barcelona i el 1855 arriba el tren (actualment el recorregut transcorre per sota la Gran Via). El 1867, la carretera de Molins de Rei. L'any 1877 es construeix el Vapor Llonch (fàbrica tèxtil), es considera que és la data de naixement del barri. Aleshores Sabadell té 18.100 habitants.
El 1884 es construeix el Vapor Marcet (més endavant Fàbriques Puncernau –1909–, després Llorenç i Torra, Vicente Planas -1915-, actualment l'espai l'ocupa l'Escola Teresa Claramunt) i el 1898 el Vapor Seydoux. Al voltant d'aquests tres vapors es comencen a construir les primeres cases, del tipus popularment conegut com a casa anglesa o casa de cos, d'una o dues plantes, amb habitacions a la part del davant (encara en queden força). La indústria principal del barri era la tèxtil, llanera i les auxiliars o complementàries en aquests o d'altres sectors, com el de la metal·lúrgia, la de totxos, etc. El barri de Gràcia neix pel creixement de Sabadell en forma d'eixample, amb illes de cases d'estructura més o menys quadrada i amb carrers gairebé coincidents amb els punts cardinals (de nord a sud i d'est a oest).
Per la seva condició de centre progressista i federal, el Cafè El Diluvio (després Bar Millón o Milló) va ser canonejat per l'exèrcit durant la gran vaga de l'agost del 1917.

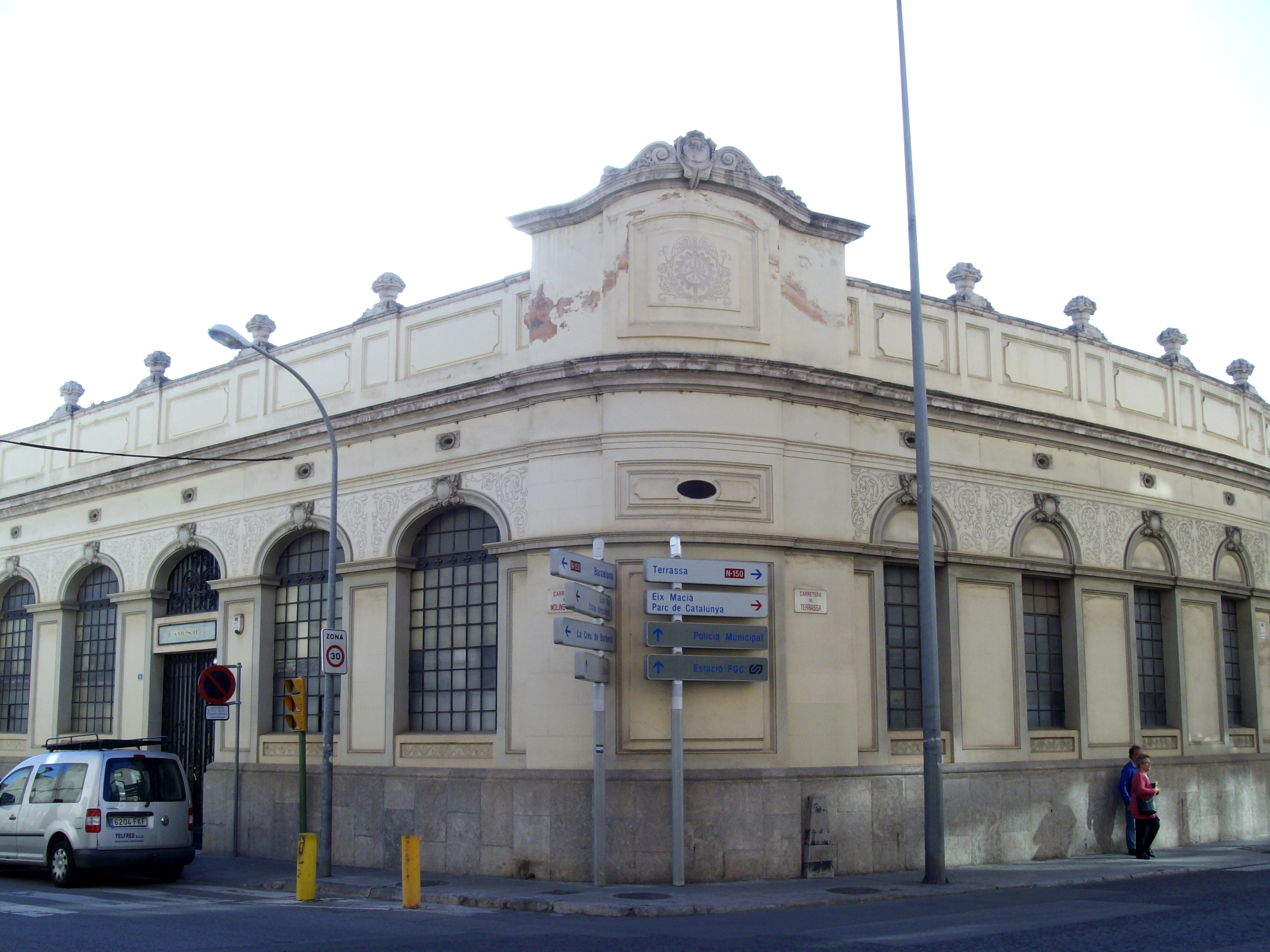
Fàbrica Camps Germans, successor

El 1922 arriben a Sabadell, entrant pel barri de Gràcia, els Ferrocarrils de la Generalitat de Catalunya (FGC), que ja funcionen amb electricitat. La fàbrica Camps, com d'altres indústries i despatxos, fou construïda amb ocasió de l'arribada del tren.
L'any 1934 neix la parròquia de la Mare de Déu de Gràcia, que abans era la de la Santíssima Trinitat (a la Rambla). Durant els dies posteriors al 18 de juliol del 1936, (inici de la Guerra Civil) l'església és cremada i la Federació Local de Sindicats fa un document (salconduit) per al mossèn de la parròquia que el permet fugir de Sabadell i amagar-se. Acabada la Guerra, la parròquia és reconstruïda i des de llavors, i de manera ininterrompuda l'activitat no ha cessat. L'any 2009 es va celebrar el 75è aniversari. La parròquia de Gràcia comprèn els barris de Gràcia i Can Feu. A part de l'activitat religiosa, la parròquia ha impulsat diverses entitats, entre les quals destaquen l'OAR Gràcia i l'Esplai.

## Entitats
- SCR El Ciervo
- Casal Independentista i Popular de Sabadell Can Capablanca
- OAR Gràcia
- Club Esportiu Mercantil